# Aneurus fiskei
Aneurus fiskei är en insektsart som beskrevs av Heidemann 1904. Aneurus fiskei ingår i släktet Aneurus och familjen barkskinnbaggar. Inga underarter finns listade i Catalogue of Life.